# ركض

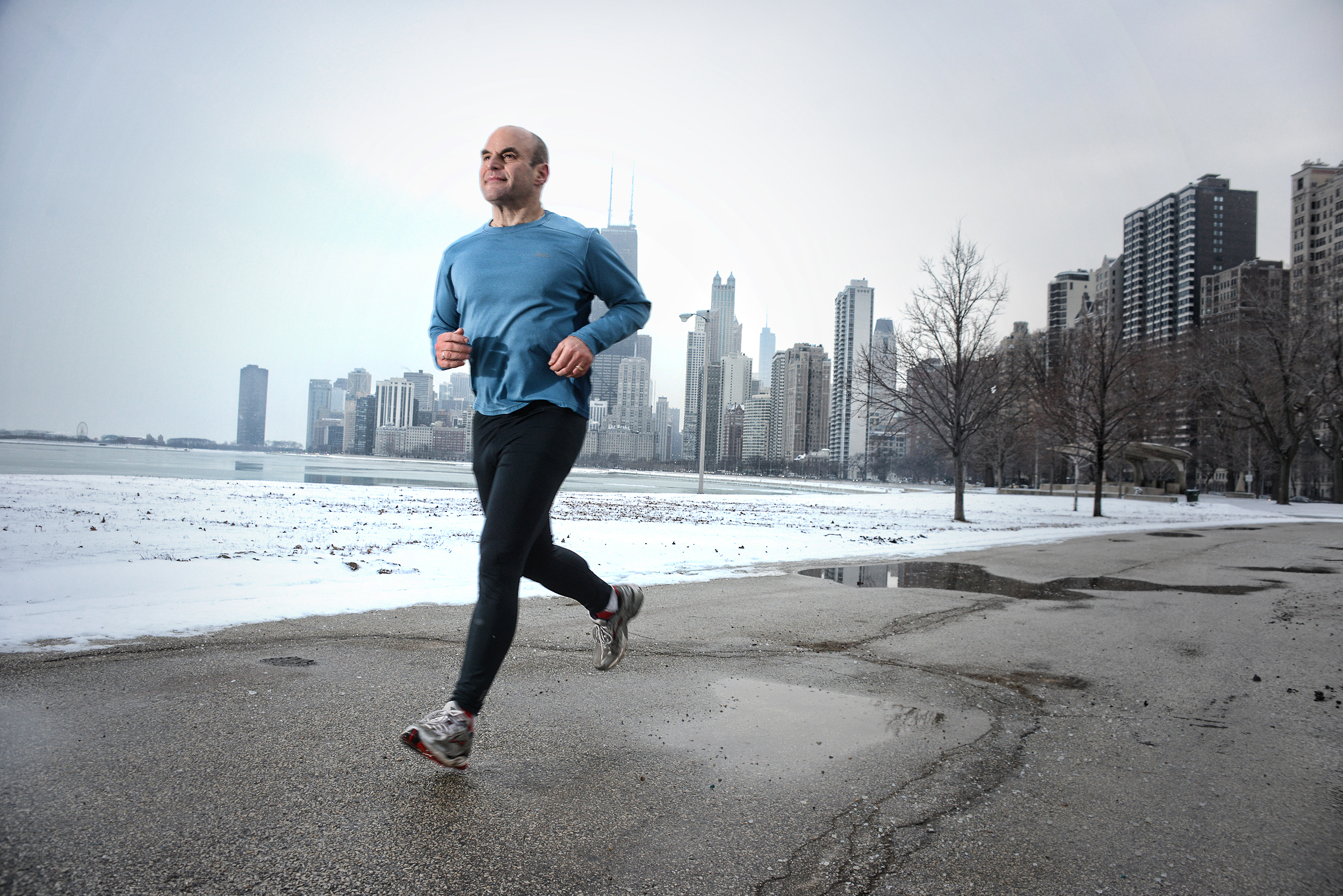
رجل يجري في شيكاغو.

الركض أو الجري أو العدو هو عملية مستمرة ومنتظمة من حركة الأقدام على الأرض اندفاعيّاً تسمح للإنسان وبقية الحيوانات بالتنقل البري سريعاً. الجري نوع من الخطو الذي يختص بوضعه الهوائي التي تكون فيه الأقدام فوق الأرض. وعلى النقيض من المشي الذي تكون فيه إحدى القدمين على تماس مع الأرض دائماً، فإن الجري غالباً ما تكون فيه القدمين منفردتين طولاً ويتغير فيه مركز الثقل متناوباً بين ساق لأخرى بشكل مشابه للرقاص المعكوس. مصطلح الجري قد يشير إلى أي ضرب من السرعات التي تترواح بين الهرولة والشد.
يُعتقد أن أسلاف البشر تطورت لديهم قابلية الجري للمسافات الطويلة من المرجح أنها نتيجة لاصطياد الحيوانات، ونشأت سباقات الركض التنافسية من احتفالات دينية في مناطق مختلفة. تعود وثائق قديمة لسباقات جري إلى ألعاب التيلتين في إيرلندا 1829 قبل الميلاد.[بحاجة لمصدر] بينما عقدت أول ألعاب أولمبياد موثقة عام 776 ق.م. عُرِفَ الجري على أنه أكثر الرياضات المتاحة في العالم.

## الوضعية السليمة
الانحناء للأمام يضع مركز ثقل العدَّاء في الجزء الأمامي من قدمه، الذي يُجنَّبه الحط على كعبه ويوظف استعمال آلية الزنبرك في القدم. وكذلك يسهل على العداء تجنب وضع القدم أمام مركز ثقله الذي يكون تأثير التوقف المفاجئ نتيجة له. على المقابل فإن وضعية الجسم القائمة أساسية، ويجب على العداء المحافظة على وضعية جذعه مسترخية ووضعية جسمه قائمة وثابتة. هذا يساعد على منع الإصابة طالما كان الجسم مسترخياً، لا منشداً ولا متصلباً. ومن الأخطاء الشائعة في الجري هي إمالة الذقن وقوقعة الأكتاف.

## الفوائد
يعتبر الجري نوع من أنواع الرياضة البدنية التي تحرك العضلات وتجعلها في حركة مستمرة مؤديةً إلى تقويتها وزيادة كتلتها. وهو مهم في جميع الحالات ولجميع الأعمار من الصغير للبالغ والمسن. والجري مهم أيضاً لتحريك الدورة الدموية، فهو أحد الأسباب التي تمنع وتخفف من أمراض القلب والشرايين.
ومن فوائد الجري:
- الحصول على جسم متكامل ومتناسق.[7]
- تقوية العضلات وزيادة الكتلة العضلية.[7]
- عدّاء في الأولمبيّاد يجري.
- يك الدورة الدموية.[7]

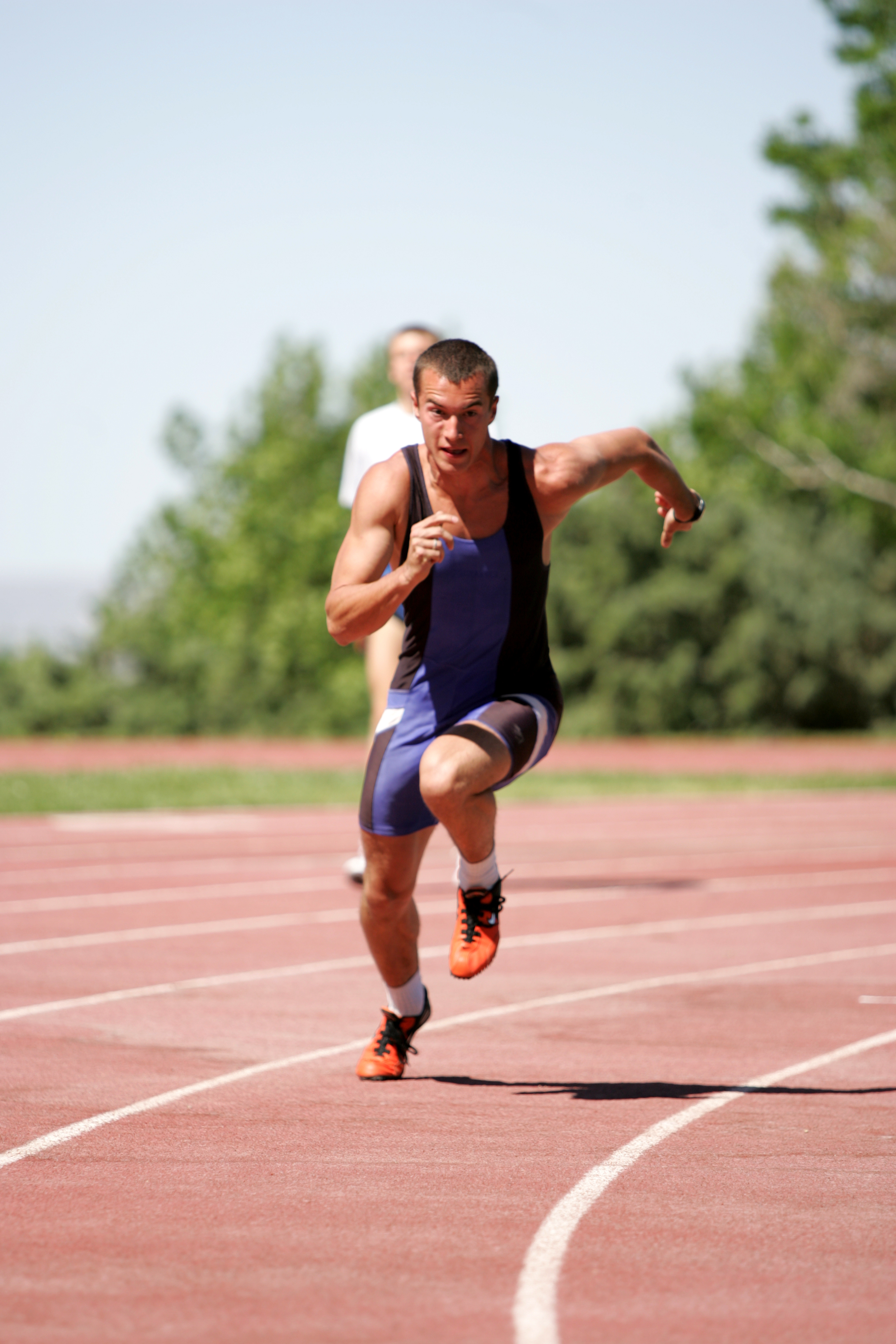
عدّاء في الأولمبيّاد يجري.

- تبطيء وتقليل آثار وعوارض الشيخوخة.[7]

كما عرف الركض في المسابقات وأهمها سباق الماراثون وغيره. حيث تحول الجري إلى لغة رياضية بين معظم دول العالم.